# Excés d'equipatge
Excés d'equipatge (títol original: Excess Baggage) és una pel·lícula estatunidenca dirigida per Marco Brambilla i estrenada l'any 1997. Ha estat doblada al català.

## Argument
Emily T. Hope posa en escena el seu propi segrest per atreure l'atenció del seu pare. Es tanca i es lliga al maleter del seu propi cotxe però aquest és robat per Vincent Roche, un petit criminal que més tard es troba amb la sorpresa de descobrir aquest « equipatge » ben carregant.

## Repartiment
- Alicia Silverstone: Emily T. Hope
- Benicio del Toro: Vincent Roca
- Christopher Walken: Ray Perkins
- Jack Thompson: Alexander Hope
- Harry Connick, Jr.: Greg Kistler
- Nicholas Turturro: Stick
- Michael Bowen: Gus
- Leland Orser: Inspector Barnaby
- Robert Wisden: Inspector Sims
- Sally Kirkland: Louise Doucette
- Hiro Kanagawa: Jon

## Rebuda
- Premis: 1997, nominada als Premis Razzie: Pitjor actriu (Alicia Silverstone)
- Crítiques
  - "Comèdia romàntica de segrestos que s'aguanta amb facilitat si es desconnecta el cervell"[3]
  - "Un argument una miqueta vist, però rodat amb correcció"[4]
- El film ha estat un fracàs al box-office, informant només 14,5 milions de dòlars a Amèrica del Nord.
- Igualment ha estat mal acollit per la critica, recollint un 32 % de critiques favorables, sobre la base de 31 critiques, al lloc Rotten Tomatoes.